# Vincent Nellaiparambil
Vincent Nellaiparambil (* 30. Mai 1971 in Arippalam, Kerala) ist ein indischer Geistlicher und syro-malabarischer Bischof von Bijnor.

## Leben
Vincent Nellaiparambil wuchs in Thottippal auf und wurde am 25. April 1980 in der Pfarrkirche Saint John in Parappukkara gefirmt. Er besuchte von 1984 bis 1987 die P.V.S. High School in Parappukkara und von 1987 bis 1990 das Kleine Seminar St. Joseph in Kotdwar. Anschließend studierte er Philosophie (1990–1993) und Katholische Theologie (1994–1999) am regionalen Priesterseminar St. Joseph in Allahabad. Daneben erlangte er 1994 an der University of Allahabad einen Bachelor of Arts. Am 8. April 1999 empfing er in der Pfarrkirche Saint John in Parappukkara durch den Bischof von Bijnor, Gratian Mundadan CMI, das Sakrament der Priesterweihe für die Eparchie Bijnor.
Nach der Priesterweihe war Nellaiparambil zunächst in der Pfarrseelsorge tätig. Nach weiterführenden Studien erwarb er 2005 an der Hemwati Nandan Bahuguna Garhwal University in Srinagar einen Master of Arts und 2008 am Dharmaram Vidya Kshetram in Bangalore mit der Arbeit The Jesus: The Liberating Guru in the Pluralistic Context of India („Der Jesus: Der befreiende Guru im pluralistischen Kontext Indiens“) ein Lizenziat im Fach Systematische Theologie. Anschließend wirkte er sechs Jahre als Seelsorger in zwei Missionsstationen. Zudem fungierte er von 2008 bis 2012 als Rektor des Kleinen Seminars der Eparchie Bijnor und als Bildungskoordinator der Eparchie. Außerdem war er von 2008 bis 2017 in der Priesterausbildung am regionalen Priesterseminar St. Joseph in Allahabad tätig. Dort war er zeitweise Verantwortlicher für die Koordination der pastoralen Praktika, Mitherausgeber der Zeitschrift Milan und Begleiter der Theologiestudenten des dritten Studienjahres. Ab 2007 war Nellaiparambil Pfarrer der Missionsstation Mary Matha in Chiniyalisaur.
Die Synode der Bischöfe der syro-malabarischen Kirche wählte ihn zum Bischof von Bijnor. Diese Wahl bestätigte Papst Franziskus am 30. August 2019. Der Großerzbischof von Ernakulam-Angamaly, George Kardinal Alencherry, spendete ihm am 1. November desselben Jahres vor der St. Joseph’s Convent School in Kotdwar die Bischofsweihe; Mitkonsekratoren waren der Erzbischof von Agra, Albert D’Souza, und der Bischof von Irinjalakuda, Pauly Kannookadan, sowie die beiden emeritierten Bischöfe von Bijnor, John Vadakel CMI und Gratian Mundadan CMI. Nellaiparambil wählte den Wahlspruch For God and humanity through love („Für Gott und die Menschen durch Liebe“).
Zudem gehört Nellaiparambil der Kommission für Berufungspastoral der syro-malabarischen Kirche an. Außerdem fungiert er als Präsident der Education Society of the Diocese of Bijnor (ESDB). Neben Malayalam spricht er Hindi, Englisch und Deutsch.